# Giovanni Frattini (giavellottista)
Giovanni Frattini (Rimini, 24 ottobre 2002) è un giavellottista italiano.

## Biografia
Nel 2021 ha subito un infortunio al gomito per cui ha dovuto sostenere due interventi chirurgici e stare fermo quasi 2 anni.
Nel 2024 alla Coppa Europa di lanci a Leira ha vinto la gara under 23 del lancio del giavellotto con 76,21 m, migliorando il personale di oltre 3 metri. A La Spezia si è laureato campione nazionale assoluto del lancio del giavellotto. Il 21 settembre 2024 a Modena si migliora di quasi 6 metri, portando il personale a 83,61 m e stabilendo la seconda miglior prestazione italiana di sempre.

## Record nazionali
Promesse (under 23)
- Lancio del giavellotto: 83,61 m ( Modena, 21 settembre 2024)

## Progressione

### Lancio del giavellotto
| Stagione | Misura  | Luogo    | Data      | Rank. Mond. |
| -------- | ------- | -------- | --------- | ----------- |
| 2025     | 82,78 m | Nicosia  | 16-3-2025 |             |
| 2024     | 83,61 m | Modena   | 21-9-2024 |             |
| 2023     | 71,05 m | Palermo  | 10-6-2023 |             |
| 2021     | 73,78 m | Grosseto | 12-6-2021 |             |
| 2020     | 70,47 m | Grosseto | 19-9-2020 |             |
| 2019     | 63,95 m | Lucca    | 24-2-2019 |             |

## Palmarès
| Anno                           | Manifestazione | Sede    | Evento                 | Risultato      | Prestazione | Note  |
| ------------------------------ | -------------- | ------- | ---------------------- | -------------- | ----------- | ----- |
| In rappresentanza dell' Italia |                |         |                        |                |             |       |
| 2021                           | Europei U20    | Tallinn | Lancio del giavellotto | 11º            | 67,17 m     | [ 4 ] |
| 2021                           | Mondiali U20   | Nairobi | Lancio del giavellotto | Qualificazione | 66,52 m     |       |

## Campionati nazionali
- 2 volte campione nazionale assoluto del lancio del giavellotto (2024, 2025)
- 1 volta campione nazionale invernale del lancio del giavellotto (2025)
- 1 volta campione nazionale promesse del lancio del giavellotto (2024)
- 1 volta campione nazionale juniores del lancio del giavellotto (2021)
- 1 volte campione nazionale allievi del lancio del giavellotto (2018, 2019)

2018
- Oro ai campionati italiani allievi (Rieti), lancio del giavellotto - 64,81 m

2019
- Oro ai campionati italiani allievi (Agropoli), lancio del giavellotto - 73,19 m

2020
- 7º ai campionati italiani assoluti (Padova), lancio del giavellotto - 67,33 m
- Argento ai campionati italiani juniores (Grosseto), lancio del giavellotto - 70,47 m

2021
- Oro ai campionati italiani invernali juniores di lanci  (Molfetta), lancio del giavellotto - 68,44 m
- Oro ai campionati italiani juniores (Grosseto), lancio del giavellotto - 73,78 m
- 5ª ai campionati italiani assoluti (Rovereto), lancio del giavellotto - 68,87 m

2023
- 4º ai campionati italiani promesse (Agropoli), lancio del giavellotto - 65,79 m

2024
- Argento ai Campionati italiani invernali di lanci (Mariano Comense), lancio del giavellotto - 71,94 m [5]
- Oro ai campionati italiani assoluti (La Spezia), lancio del giavellotto - 75,40 m[6]
- Oro ai campionati italiani promesse (Rieti), lancio del giavellotto - 77,92 m

2025
- Oro ai Campionati italiani invernali di lanci (Rieti), lancio del giavellotto - 75,47 m [7]
- Oro ai campionati italiani assoluti (Caorle), lancio del giavellotto - 74,87 m

## Altre competizioni internazionali
2019
- Argento al Festival olimpico della gioventù europea ( Baku), lancio del giavellotto - 75,25 m

2024
- Oro alla Coppa Europa di lanci under 23 ( Leira), lancio del giavellotto - 76,21 m  [8]

2025
- Argento alla Coppa Europa di lanci ( Nicosia), lancio del giavellotto - 82,78 m  [9]